# 庫拉鎮
庫拉鎮（西班牙語：Villa de Cura）是委內瑞拉的城鎮，位於該國北部阿拉瓜州，是薩莫拉市的首府，始建於1722年5月25日，面積22.5平方公里，海拔高度526米，主要經濟活動有農業、貿易業和陶瓷業，2011年人口89,364。
10°2′18″N 67°29′21″W / 10.03833°N 67.48917°W